# Bathypterois parini
Bathypterois parini är en fiskart som beskrevs av Shcherbachev och Sulak, 1988. Bathypterois parini ingår i släktet Bathypterois och familjen Ipnopidae. Inga underarter finns listade.